# Tryptophan-Synthase
Die Tryptophan-Synthase ist ein Enzym, das die finalen Schritte der Biosynthese von Tryptophan katalysiert. Es kann gewöhnlich in Bakterien, Archaeen, Protisten, Pilzen und Pflanzen, jedoch nicht in Tieren gefunden werden. Das Enzym liegt meist als α2β2 vor. Je eine der α-Untereinheiten katalysiert dabei die Biosynthese von Indol und dem Glycolyse-Intermediat Glycerinaldehyd-3-phosphat(GAP) aus Indol-3-glycerinphosphat (IGP). Die β-Untereinheiten hingegen ermöglichen die irreversible Kondensation von Indol und Serin zu Tryptophan. Diese Kondensationsreaktion ist vom Cofaktor Pyridoxalphosphat (PLP) abhängig. Je eine α- und eine β-Untereinheit sind über einen hydrophoben, 25 Ångström langen Kanal miteinander verbunden, was zu einer Substratkanalisierung führt. Die Tryptophan-Synthase ist allosterisch reguliert.

## Enzymstruktur
Untereinheiten: Für die Tryptophan-Synthase ist eine α-ββ-α-Quartärstruktur charakteristisch. Die Masse der α-Untereinheit beträgt ca. 27 kDa, während die β-Untereinheit mit 43 kDa eine etwas höhere Masse aufweist. Insgesamt besitzt das Enzym damit eine Größe von etwa 140 kDa. Die kleinere Untereinheit verfügt über eine TIM-Barrel-Struktur, während die größere Untereinheit ein Typ II-Motiv sowie eine Bindungsstelle für monovalente Kationen aufweist. Die Zusammensetzung des Komplexes führt zu Strukturänderungen beider Untereinheiten und damit zur reziproken Aktivierung. Für diese Interaktion werden zwei verschiedene Mechanismen angenommen. Einerseits kann die COMM-Domäne der β-Untereinheit mit der α-Schleife der α-Untereinheit wechselwirken. Andererseits findet eine Interaktion zwischen αGly181 und βSer178 statt. Die aktiven Zentren sind allosterisch reguliert und variieren so zwischen einem offenen und inaktiven, sowie einem geschlossenen, aktiven Zustand.
Indol-3-glycerinphosphat-Bindungsstelle: Es wird vermutet, dass die Reste αGlu49 und αAsp60 eine Rolle in der Stabilisierung des Substrates spielen (Siehe Abbildung 1).
Indol- und Serin-Bindungsstelle: In der Bindungsstelle für Indol resp. Serin scheint der Rest βGlu109 der Substratstabilisierung zu dienen. Die Reste βLys87 und βSer337 halten den Cofaktor in Position (Siehe Abbildung 1).
Hydrophober Kanal: Die α- und β-Untereinheiten sind durch einen 25 Å langen, hydrophoben Kanal miteinander verbunden, so dass das naszierende Indol von einem in das andere aktive Zentrum diffundieren kann. Diese Kanalisierung ist essentiell für die Tryptophan-Biosynthese, da das hydrophobe Indol sonst aus der Zelle diffundieren könnte.

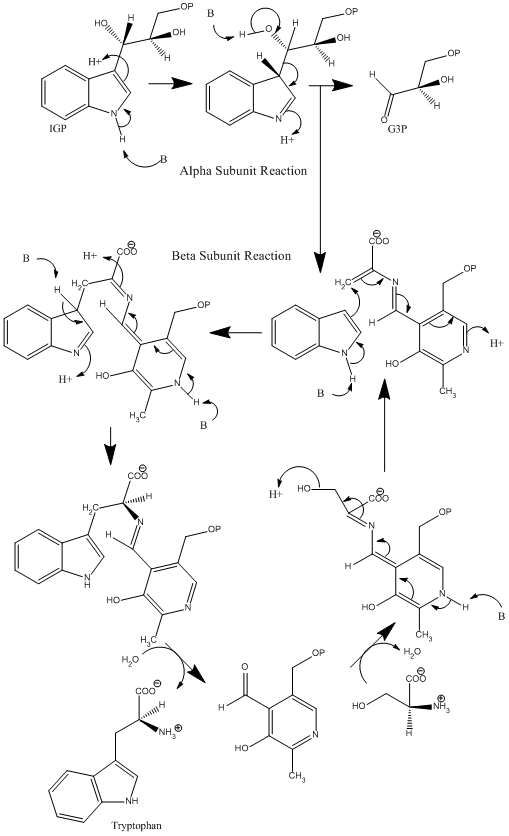
Abbildung 2: Vorgeschlagener Mechanismus der Tryptophan-Synthase

## Katalytischer Mechanismus

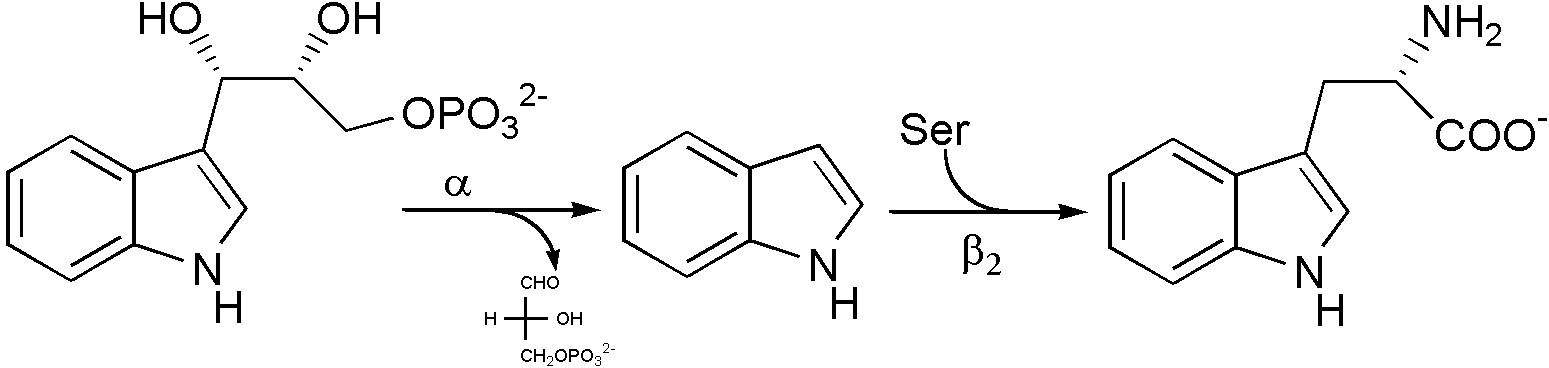
Abbildung 3: Von der Tryptophan-Synthase katalysierte Reaktion

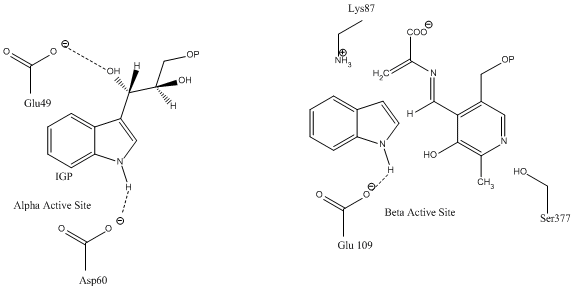
Abbildung 1: Aktives Zentrum der α- und β-Untereinheiten mit vermuteten katalytischen Resten

Reaktion der α-Untereinheit: Die α-Untereinheit katalysiert die Bildung von Indol und Glycerinaldehyd-3-phosphat durch Aldolspaltung von Indol-3-glycerinphosphat. Die Aminosäuren.αGlu49 und αAsp60 sind wahrscheinlich die katalytisch wirksamen Reste (Abbildung 1). Der geschwindigkeitsbestimmende Schritt ist die Isomerisierung von IGP (Abbildung 2).
Reaktion der β-Untereinheit: Die β-Untereinheit katalysiert die PLP-abhängige β-Substitution, bei der Indol und Serin miteinander zu Tryptophan und Wasser kondensieren. Die Reste βLys87, βGlu109 und βSer377 scheinen in den katalytischen Mechanismus involviert zu sein. Der Mechanismus wurde jedoch noch nicht mit Sicherheit aufgeklärt (Siehe Abbildung 2).
Nettoreaktion: {\displaystyle \mathrm {Indol-3-glycerinphosphat+\ Serin\longrightarrow Tryptophan+Glycerinaldehyd-3-phosphat} } (Siehe Abbildung 3).

## Biologische Funktion
Die Tryptophan-Synthase kommt in Bakterien, Archaeen, Protisten, Pilzen und Pflanzen vor, fehlt jedoch in Tieren, so auch im Menschen. Das durch die Synthase synthetisierte Tryptophan ist eine der 20 proteinogenen Aminosäuren. Da das Enzym im Menschen nicht vorkommt, zählt Tryptophan auch zu den neun essentiellen Aminosäuren und muss durch Nahrung aufgenommen werden.

## Substrate
Die Tryptophan-Synthase kann Indol-Analoga, wie beispielsweise fluorinierte oder methylierte Indolderivate, als Substrate verwenden und so zur Biosynthese entsprechender Tryptophan-Analoga führen.

## Medizinische Bedeutung
Da Menschen keine eigenen Tryptophan-Synthase aufweisen, gilt sie als potentielles Target für die Medikamentenentwicklung. Dieser Ansatz kann jedoch durch die hohe Diversität der Biosynthesewege von Aminosäuren unterminiert werden. Eine abschwächende Wirkung könnte allerdings ausreichen, um ein anfälliges Bakterium in einer hostilen Umgebung abzutöten. Der Tryptophan-Synthase kommt somit, wie auch anderen PLP-abhängigen Enzymen des Aminosäurestoffwechsels, Bedeutung bei der Lösung medizinischer Probleme zu.
Die Inhibition der Tryptophan-Synthase und anderer PLP-Enzyme des Aminosäuremetabolismus wurde bereits für die Behandlungen folgender Krankheiten vorgeschlagen:
- Behandlung von Tuberkulose[18]
- Behandlung von Augen- und Genital-Infektionen[20]
- Behandlung von Kryptosporidiose[18]

Auch wird über einen Nutzen als Herbizid diskutiert.

## Evolution
Es wird davon ausgegangen, dass das trpB2-gen bereits früh in der Evolution dupliziert wurde. Eine Kopie des Gens liegt im Tryptophan-Operon als trpB2i vor, wo zusammen es mit trpA exprimiert wird. TrpB2i formte so kurzlebige Komplexe mit TrpA, wobei es letzteres unidirektional aktiviert. Die andere Kopie des Gens verblieb außerhalb des trp-Operons als trpB2o und erfüllt eine wichtige Rolle in der Rückgewinnung von Indol aus dem Proteinabbau. TrpB2i evolvierte später zu trpB1, welches feste Komplexe mit trpA bilden kann und so zu einer bidirektionalen Aktivierung des Enzyms führt. Der Selektionsvorteil von alleinigem trpB nahm ab, so dass das solitäre Gen im Lauf der Evolution verloren ging. Schließlich fusionierten die Gene TrpB1 und TrpA, was in der Bildung des bifunktionalen Enzyms resultierte.

## Historische Bedeutung
Die Tryptophan-Synthase war das erste Enzym dessen Bifunktionalität entdeckt und intensiv untersucht wurde. Außerdem war es das zuerst entdeckte Enzym, das eine Substratkanalisierung nutzt. Das Enzym ist somit von großem Interesse.